# Trevor Marsicano
Trevor Marsicano (5 april 1989) is een Amerikaans langebaanschaatser. Op de Olympische Spelen van 2010 haalde hij zilver op de ploegenachtervolging.

## Biografie
Trevor Marsicano begon in zijn jonge jaren als ijshockeyer en shorttracker. In 2005 liep hij bij een valpartij een zeer diepe open wond aan zijn dijbeen op, waardoor hij een jaar in een revalidatiecyclus terechtkwam. Na dat jaar stapte hij met succes over op het langebaanschaatsen. Tijdens het WK Junioren 2007 werd hij derde, achter wereldkampioen Sjoerd de Vries en Tim Roelofsen (2e). Een jaar later werd hij vierde op het WK junioren.
In 2008 werd hij bij zijn debuut op het Continentaal kampioenschap (het kwalificatietoernooi voor de WK Allround) derde achter kampioen Shani Davis en Steven Elm. Op het WK Allround 2008 werd hij twintigste. Ook nam hij deel aan de WK Afstanden op de 1500m (9e) en 5000m (15e).
In 2009 werd hij op het Continentaal kampioenschap tweede achter Chad Hedrick en op het WK Allround werd hij vijfde en de eerste niet-Europeaan. In 2009 reed hij tijdens de Wereldbekerfinale op de 1000 meter onder de wereldrecordtijd van Pekka Koskela, diezelfde wedstrijd werd zijn tijd echter weer verbeterd door Shani Davis. Marsicano's tijd, 1.06,88, was de eerste passering van de 1.07-grens.
Seizoen 2009/2010 begon voor Marsicano stroef. Zijn klasseringen tijdens wereldbekerwedstrijden waren matig en hierdoor degradeerde hij zelfs naar de B-groep. In januari 2010 kwam hij terug op zijn oude niveau. Tijdens die eerste helft van het seizoen werd hij gevolgd door Jeroen Stekelenburg en Stefan Verheij die voor de NOS een documentaire over hem maakten.
Op 8 maart 2013 maakte Peter Mueller bekend dat Marsicano een contract heeft getekend bij zijn schaatsploeg Team CBA.
In het seizoen 2017/2018 probeerde Marsicano een comeback te maken. Hij kwam op het Amerikaanse kwalificatietoernooi voor de Spelen van 2018 echter niet verder dan de 8e plaats op de 1000 meter en een 10e plaats op de 1500 meter. Hij wist zich ook niet te plaatsen voor internationale wedstrijden.

### Persoonlijk
Marsicano is een belijdend Christen en tijdens zijn schaatsreizen neemt hij steevast zijn Bijbel mee. Bovendien opent zijn homepage met een tekst van de christelijke rockband Fireflight; Marsicano heeft een relatie met de Amerikaanse langebaanschaatsster Jilleanne Rookard.

## Records

### Persoonlijke records
| Afstand      | Tijd     | Datum            | Baan           |
| ------------ | -------- | ---------------- | -------------- |
| 500 meter    | 35,72    | 26 december 2009 | Salt Lake City |
| 1000 meter   | 1.06,88  | 7 maart 2009     | Salt Lake City |
| 1500 meter   | 1.42,31  | 6 maart 2009     | Salt Lake City |
| 3000 meter   | 3.46,45  | 6 februari 2010  | Vancouver      |
| 5000 meter   | 6.16,55  | 7 maart 2009     | Salt Lake City |
| 10.000 meter | 13.21,06 | 30 december 2009 | Salt Lake City |

### Wereldrecords
| Nr. | Afstand    | Tijd    | Datum        | Baan           |
| --- | ---------- | ------- | ------------ | -------------- |
| 1.  | 1000 meter | 1.06,88 | 7 maart 2009 | Salt Lake City |

## Resultaten
| Jaar | NK Sprint | CK N-Amerika | WK Allround | WK Afstanden                           | Olympische Spelen                                 | Wereldbeker                                       | WK Junioren        |
| ---- | --------- | ------------ | ----------- | -------------------------------------- | ------------------------------------------------- | ------------------------------------------------- | ------------------ |
| 2007 |           |              |             | DNF achtervolging                      |                                                   |                                                   | · 8e achtervolging |
| 2008 | 7e        | Brons        | NC20        | 9e 1500m 15e 5000m                     |                                                   | 25e 1500m 33e 5/10 km                             | 4e · achtervolging |
| 2009 |           | Zilver       | 5e          | 1000m · 1500m · 5000m · achtervolging  |                                                   | 11e 1000m · 1500m · 8e 5/10 km                    |                    |
| 2010 |           | Goud         | 6e          |                                        | 10e 1000m · 15e 1500m · 14e 5000m · achtervolging | 13e 1000m 11e 1500m                               |                    |
| 2011 |           | Brons        |             | 12e 1000m · 7e 1500m · achtervolging · |                                                   | 17e 1000m 5e 1500m 21e 5k/10k                     |                    |
| 2012 |           |              |             |                                        |                                                   | 0p 500m 0p 1000m 0p 1500m 0p 5k/10 21e massastart |                    |
| 2013 |           |              |             |                                        |                                                   | 46e 1000m 46e 1500m                               |                    |
| 2014 |           |              |             |                                        |                                                   | 29e 1000m 16e 1500m                               |                    |

NC# = niet gekwalificeerd voor de laatste afstand, maar wel als # geëindigd in het eindklassement 

### Medaillespiegel
| Kampioenschap     | Goud | Zilver | Brons |
| ----------------- | ---- | ------ | ----- |
| CK N-Amerika      | 1    | 1      | 2     |
| WK Afstanden      | 2    | 1      | 2     |
| Olympische Spelen | 0    | 1      | 0     |
| Wereldbeker       | 0    | 1      | 0     |
| WK Junioren       | 0    | 0      | 1     |